# Roma Downey
Roma Downey (Derry (Noord-Ierland), 6 mei 1960) is een Noord-Ierse actrice. Ze is het best bekend van haar rol als engel in de serie Touched by an Angel.

## Biografie
Roma Downey werd geboren in Derry City als Rosemary Downey. Haar naam is afkomstig van haar beide grootmoeders Rose en Mary. Ze werd geboren in het samengestelde gezin van Patrick en Maureen Downey. Patrick had al vier kinderen uit een eerder huwelijk, dat door het overlijden van zijn vrouw eindigde. Roma is het derde kind van Patrick en Maureen. Ze is de jongste van het gezin. Als kind leerde Roma piano spelen en deed ze aan Ierse volksdans. Roma ging als kind naar een katholieke school waar haar vader leerkracht was. De moeder van Roma stierf aan een hartinfarct toen Roma tien jaar oud was.
Het was in de jaren 70 in Noord-Ierland niet eenvoudig om als kind op te groeien als lid van de katholieke minderheid. Haar familie werd meer dan eens slachtoffer van de troubles. Roma Downey heeft persoonlijk Bloedige Zondag meegemaakt. Op zondag 30 januari 1972 werd er in Derry een illegale demonstratie voor mensenrechten gehouden, waarbij het Britse leger op de demonstranten begon te schieten en er dertien mensen werden gedood. Downey kende sommigen van die slachtoffers persoonlijk.
Op aanraden van haar vader volgde Roma Downey les aan het Brighton Art College in Engeland. Ze studeerde schilderkunst, maar kwam tot de ontdekking dat ze de studierichting drama veel leuker vond. Nadat ze afgestudeerd was, ontmoette ze regisseur/leraar Roy Grant. Grant overtuigde Downey dat ze met haar talent les moest gaan volgen aan de London Drama School. Toen zij geen studiebeurs kreeg, legden Grant en nog twee andere leerkrachten geld bij elkaar om haar studie te betalen. Daarop ging ze naar Londen. In 1985, terwijl ze op de Londense school zat, stierf haar vader. In Londen behaalde zij een bachelorgraad. Ook kreeg zij de prijs voor meestbelovende student. Ze speelde in klassieke stukken van Shakespeare en Shaw. De audities waren niet altijd succesvol, zo werd Roma geweigerd voor een Ierse reclame voor zeep omdat ze niet Iers genoeg klonk.
Roma Downey heeft het Amerikaans staatsburgerschap gekregen op 29 april 2005.

## De droom van Hollywood
Kort na het overlijden van haar vader vluchtte Downey samen met haar Amerikaanse klasgenoot Leland Orser naar Rome om er te huwen. Met haar echtgenoot verhuisde ze naar New York. Eenmaal aangekomen in Amerika toerde ze rond in het land met de beroemde Abbey Players, waar ze in het stuk Playboy of the Western World speelde, en in 1991 werd ze genomineerd voor de Helen Hayes' Best Actress Award. Het huwelijk hield echter geen stand en in 1989 scheidde Downey van haar echtgenoot. Vanwege de scheiding wilde Downey terugkeren naar Ierland keren, maar ze werd door Rex Harrison gecontacteerd voor een vertolking in zijn The Circle, dat opgevoerd zou worden op Broadway. Downey aanvaardde de aanbieding en besloot om in Amerika te blijven. Na de productie van The Circle stond Downey gedurende een periode van twee jaar niet meer op een podium en werkte ze als vestiaire in een restaurant in Manhattan, terwijl ze audities bleef doen.

## Televisiecarrière
In 1991 speelde Downey de titelrol in de 4-delige miniserie A Woman Named Jackie over het leven van de beroemdste first lady van de Verenigde Staten, Jacqueline Kennedy Onassis. Ze dacht dat dit haar grote doorbraak zou betekenen. Na de opnames van de vierdelige serie wist echter niemand wie Jackie Kennedy vertolkt had. Downeys echte doorbraak kwam in 1994, toen ze het script in handen kreeg van de serie Touched by an Angel. Zij was rond dezelfde periode ook gecast geweest voor de vertolking van Xena in de serie Xena: Warrior Princess. Het was een bewuste morele keuze van Downey om voor het script van een engel te kiezen in plaats van dat van een krijgsvrouw. De rol van Xena betekende de doorbraak van de Nieuw-Zeelandse actrice Lucy Lawless.
In 2016 kreeg Downey een ster op de Hollywood Walk of Fame.

## Muzikale carrière
Naast een acteercarrière is Roma Downey ook bezig met muziek. Ze heeft een album uitgebracht met new age-muziek genaamd Healing Angel dat uitgebracht werd op 14 september 1999. Ook sprak ze haar stem in voor Castles of Gold, een album dat uitgebracht werd op 12 maart 2002 en Ierse verhalen en muziek bevat.
Voor het werk Practical Praying: Using The Rosary To Enhance Your Life weigerde Downey betaald te worden. Ze gaf de opdrachtgever en auteur van het boek + cd John Edward opdracht om haar honorarium te schenken aan de liefdadigheidsorganisatie voor kinderen met schisis Open Smile, waarvan Downey voorzitster is.

## Privé
Roma Downey heeft een dochter uit haar huwelijk met producer David Aspaugh. Het huwelijk van het stel werd in 1994 ingezegend door Della Reese, Downeys collega-actrice uit Touched by an Angel. Het stel scheidde in 1998. Roma Downey trouwde in 2007 met de Amerikaanse mediatycoon Mark Burnett. Opnieuw werd de huwelijksplechtigheid geleid door Della Reese.